# Caupolicana bicolor
Caupolicana bicolor är en biart som beskrevs av Heinrich Friese 1899. Caupolicana bicolor ingår i släktet Caupolicana och familjen korttungebin. Inga underarter finns listade.